# Pratt & Whitney F100
Le Pratt & Whitney F100 (designation interne JTF22) est un turboréacteur à double flux et postcombustion, développé par l'américain Pratt & Whitney pour propulser les avions de chasse F-15 Eagle et F-16 Fighting Falcon.

## Développement
En 1967 l’US Navy et l’US Air Force lancèrent ensemble un appel d'offres pour un moteur destiné à équiper les chasseurs F-14 Tomcat et F-15 Eagle. Ce projet commun fut nommé Advanced Turbine Engine Gas Generator (ATEGG), avec pour objectif d'améliorer la poussée et réduire la masse afin d'atteindre un ratio puissance/masse de 9 pour 1. Le projet attribua en 1970 à Pratt & Whitney un contrat pour la production de réacteurs F100-PW-100 (USAF) et F401-PW-400 (USN). La marine fit marche arrière et, plus tard, annula sa commande, choisissant de continuer à utiliser le moteur Pratt & Whitney TF30 du F-111 sur ses F-14 (moteur qui se révéla par la suite très mal à l'aise pour propulser le Tomcat).

## Versions

### F100-PW-100
Le F100-100 effectua son premier vol sur un F-15 Eagle en 1972, produisant alors une poussée de 23 930 lbf (10 854,5 kgp, 106,45 kN). En raison de la nature avancée du moteur et de l'avion, de nombreux problèmes furent rencontrés dans ses premiers jours de mise en service, comme des problèmes d'usure, de décrochage et surpression d'allumage de la postcombustion. Ces surpressions d'allumage pouvaient être causées par une défaillance d'allumage de la postcombustion ou son extinction peu après celui-ci, dans les deux cas de grands jets de carburant brûlent dans la tuyère du moteur, entraînant une pression élevée qui fait caler le moteur. Ces premiers problèmes ont été résolus, et le F100 est encore dans la flotte de l'US Air Force à ce jour.

### F100-PW-200
Le F-16 Fighting Falcon est entré en service avec le F100-200, qui est peu différent de la version -100. Cherchant un moyen de réduire les coûts unitaires l'US Air Force lança le programme Alternative Fighter Engine (AFE) en 1984, selon lequel le contrat du moteur serait attribué par appel à la concurrence. Les F-16C/D Block 30/32 ont été les premiers à être construits avec un compartiment moteur en mesure d'accepter le moteur existant ou le F110 de General Electric.

### F100-PW-220/220E

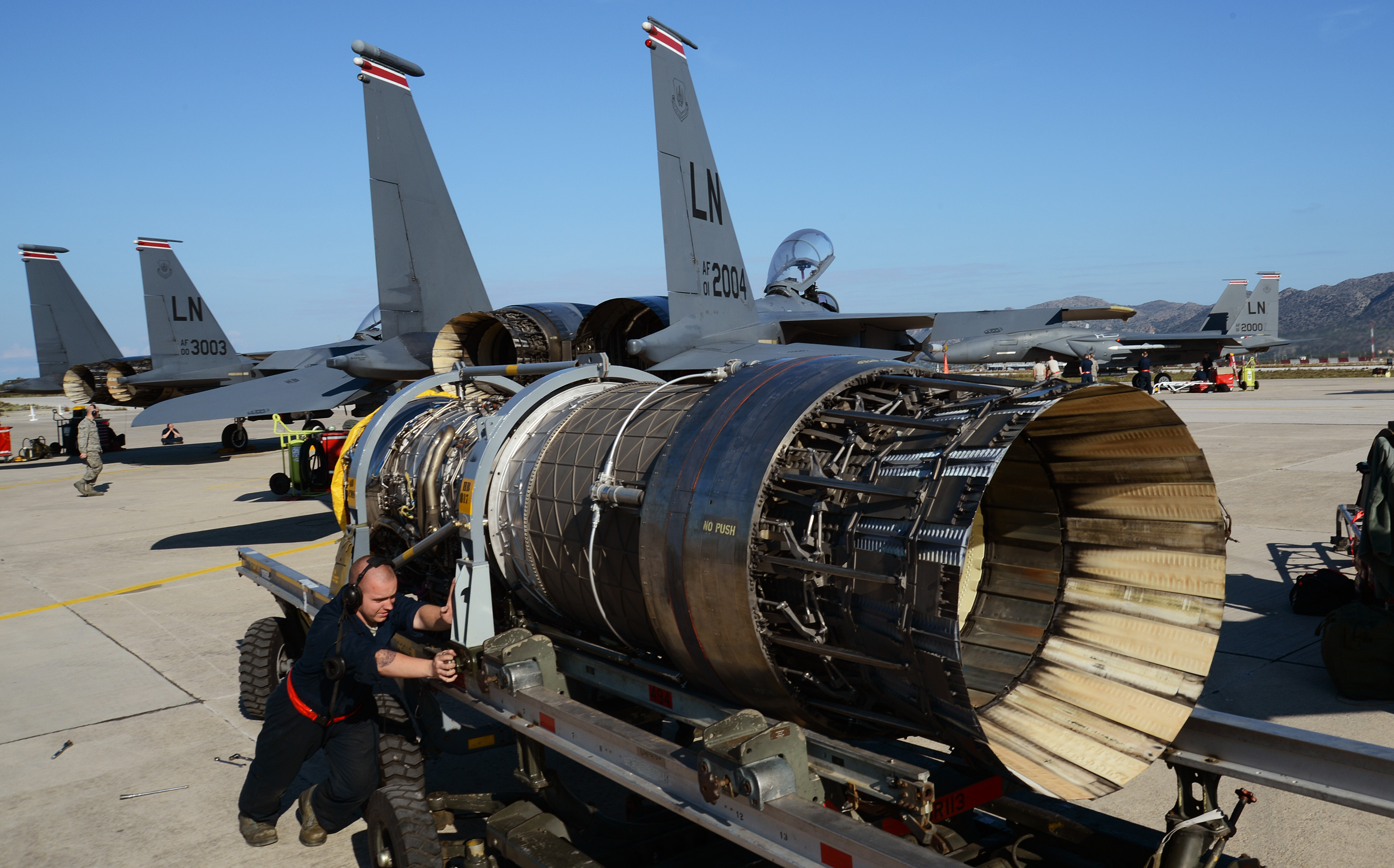
Remplacement d'un réacteur d'un F-15E en 2004.

Le F100-PW-220 intègre la technologie la plus avancée disponible, comme le contrôle de précision et les fonctionnalités de maintenance par commandes électroniques numériques. Sa durabilité et fiabilité sont prolongées par les progrès dans la métallurgie et les transferts de chaleur. Le F100-220, lancé en 1986, pouvait équiper un F-15 ou un F-16. Une version sans postcombustion, le F100-PW-220U, propulse le prototype de drone de combat Northrop Grumman X-47B. Le F100-220E est un moteur -200 mis à niveau.

### F100-PW-229
Utilisant la technologie développée à partir des programmes F119 et F135, moteurs pour les F-22 Raptor et F-35 Lightning II, la production actuelle F100-PW-229 en intègre les matériaux de turbine, les techniques de gestion de refroidissement, l'aérodynamique des compresseurs et les contrôles électroniques. Le premier -229 a volé en 1989 et a fourni une poussée de 17 800 lbf à sec et 29 160 lbf avec postcombustion, soit respectivement 8 073,9 kgp (79,18 kN) et 13 226,7 kgp (129,71 kN). Il équipe actuellement les derniers modèles de F-16 et de F-15E Strike Eagle.

## Utilisations
F100
- McDonnell Douglas F-15 Eagle

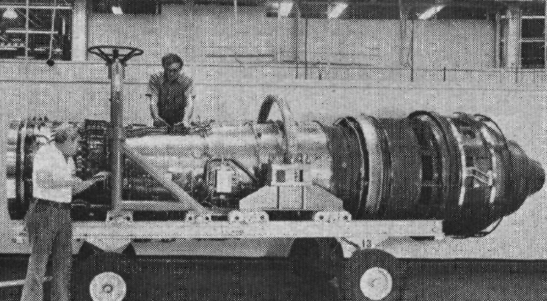
Un moteur F401 pour le prototype de chasseur supersonique ADAV Rockwell XFV-12.

- McDonnell Douglas F-15E Strike Eagle
- General Dynamics F-16 Fighting Falcon
- Northrop Grumman X-47B

F401
- Grumman F-14B Tomcat (prévu, seulement en essais)
- Rockwell XFV-12 (prototype abandonné)